# Adrian Ungur
Adrian Ungur (n. 25 ianuarie 1985, Pitești, România) este un fost jucător de tenis român, activ în circuitul ATP Challenger Tour și component al echipei României de Cupa Davis
Se retrage din tenis în anul 2018, ultimul turneu din carieră fiind challanger-ul de la Sibiu.

## Carieră

### 2012
După 3 finale ATP Challenger, prima prezență pe tabloul principal al unui turneu de mare slem vine la Roland Garros, unde, în primul tur îl învinge pe David Nalbandian cu 6-3, 5-7, 6-4, 7-5, apoi în turul 2 pierde la favoritul 3, Roger Federer cu 3-6, 2-6, 7-6(6), 3-6. Pe tabloul principal al turneului Credit Agricole Suisse Open Gstaad de la Gstaad, Elveția, pierde în primul tur după un meci de 3 ore la favoritul 5, Feliciano López, cu 6-2, 4-6, 6-7(7). Participă și la turneul olimpic, unde însă, pierde în primul tur la luxemburghezul Gilles Müller cu 3-6, 3-6, iar la dublu, făcând pereche cu Horia Tecău, au pierdut contra canadienilor Daniel Nestor/Vasek Pospisil cu 3-6, 6-7(9).

## Viața personală
În 2006, Adrian Ungur s-a căsătorit cu Liana, fiica fostului fotbalist român Ilie Balaci.

## Rezultate
| Legendă (Simplu)       |
| Grand Slam (0)         |
| Tennis Masters Cup (0) |
| ATP Masters Series (0) |
| ATP Tour (0)           |
| Challengers (4)        |
| Futures (0)            |

### Titluri la simplu
| Nr. | Data               | Turneu                           | Suprafața | Adversar în finală   | Scor             |
| 1.  | 15 iunie 2008      | Sofia, Bulgaria                  | zgură     | Franco Ferreiro      | 6–3, 6–0         |
| 2.  | 27 septembrie 2009 | Palermo, Italia                  | zgură     | Albert Ramos-Viñolas | 6–4, 6–4         |
| 3.  | 10 iulie 2011      | San Benedetto del Tronto, Italia | zgură     | Stefano Galvani      | 7–5, 6–2         |
| 4.  | 28 august 2011     | Manerbio, Italia                 | zgură     | Peter Gojowczyk      | 4–6, 7–6(4), 6-2 |
| 4.  | 12 august 2012     | Sibiu, România                   | zgură     | Victor Hănescu       | 6-4, 7–6(1)      |

### Finalist la simplu
| Nr. | Data               | Turneu                | Suprafața | Adversar în finală      | Scor                 |
| 1.  | 6 mai 2006         | Roma, Italia          | zgură     | Oliver Marach           | 6–4, 4–6, 5–7        |
| 2.  | 2 iulie 2006       | Constanța, România    | zgură     | Konstantinos Economidis | 4–6, 4–6             |
| 3.  | 16 septembrie 2007 | Todi, Italia          | zgură     | Stefano Galvani         | 5–7, 2–6             |
| 4.  | 15 iunie 2008      | Constanța, România    | zgură     | Nicolas Devilder        | 3–6, 7–6(5), (10)6–7 |
| 5.  | 27 septembrie 2009 | Todi, Italia          | zgură     | Simon Greul             | 6–2, 1–6, (6)6–7     |
| 6.  | 10 octombrie 2011  | Palermo, Italia       | zgură     | Carlos Berlocq          | 1–6, 1–6             |
| 7.  | 29 ianuarie 2012   | Bucaramanga, Columbia | zgură     | Wayne Odesnik           | 1–6, (4)6–7          |
| 8.  | 25 februarie 2012  | Meknes, Maroc         | zgură     | Evgeny Donskoy          | 1–6, 2-6             |
| 9.  | 24 martie 2012     | Marrakech, Maroc      | zgură     | Martin Kližan           | 6-3, 3-6, 0-6        |
| 10. | 9 septembrie 2012  | Brașov, România       | zgură     | Andreas Haider-Maurer   | 6-3, 5-7, 2-6        |
| 11. | 23 septembrie 2012 | Trnava, Slovacia      | zgură     | Andrey Kuznetsov        | 3-6, 3-6             |